# 渡辺和子 (アメリカ文学者)
渡辺 和子（わたなべ かずこ、1944年（昭和19年）7月29日 - 2000年（平成12年）12月25日）は、日本のアメリカ文学研究者、女性学研究者。フェミニスト。元京都産業大学教授。

## 来歴・人物
1944年山口県生まれ。1967年に山口大学文理学部卒業。1969年に大阪大学大学院修士課程修了。その後、1973年から1976年迄ニューヨーク市立大学クイーンズ校に留学。この間、1967年10月に結婚、長女と長男をもうけたが、1982年11月に離婚。

## 活動
- 1982年、テレビアニメ『まいっちんぐマチコ先生』を批判する、「「まいっちんぐマチコ先生」に抗議する会」を組織。以降、フェミニスト研究者として様々な運動・組織の立ち上げに尽力[1]。
- 幾つかの大学非常勤講師を歴任。1986年に京都産業大学助教授、1994年に同大学外国語学部教授に就任[1]。
- 矢野事件にて、矢野暢が小野和子を訴えた際には、小野の支援活動を展開[3]、1997年には「キャンパス・セクシュアル・ハラスメント全国ネットワーク」の結成を主導した[4]。

## 研究・論文
研究対象として、主にアメリカの女性作家や作品中の女性像を挙げ、女性学の視点を用いた研究を発表。
- 「Vocationを求めるヒロインたち The Song of the Larkを中心に」『京都産業大学論集 外国語と外国文学系列』第12号、京都産業大学、1985年3月、1-20頁、ISSN 0287-9735、NAID 110000161905。
- 「家庭崇拝思想 StoweとJewett」『京都産業大学論集 外国語と外国文学系列』第13号、京都産業大学、1986年2月、60-78頁、ISSN 0287-9735、NAID 110000161917。
- 「『ムーズ』の改訂をめぐって ルイザ・メイ・オルコットが書きたかった小説」『京都産業大学論集 外国語と外国文学系列』第14号、京都産業大学、1987年3月、113-131頁、ISSN 0287-9735、NAID 110000161930。
- 「Little Womenを読む 19世紀の理想的女性と家庭をめぐって」『京都産業大学論集 外国語と外国文学系列』第15号、京都産業大学、1988年3月、195-225頁、ISSN 0287-9735、NAID 110000161942。

## 書籍

### 単著
- 『フェミニズム小説論 女性作家の自分探し』柘植書房、1993年12月。ISBN 9784806803324。

### 編集
- 『アメリカ研究とジェンダー』世界思想社、1997年8月。ISBN 9784790706601。

### 共著
- 森田ゆり、福原啓子、渡辺和子『女性に対する暴力 フェミニズムからの告発』ウイメンズブックストア松香堂書店〈ウイメンズブックス・ブックレット 5〉。ISBN 9784879749888。

### 共編著
- 渡辺和子、中道子『現代アメリカ女性作家の深層』ミネルヴァ書房〈シリーズ「女いま生きる」 4〉、1984年1月。ISBN 9784623015016。
- 別府恵子、渡辺和子『アメリカ文学史 植民地文学からポストモダンまで』ミネルヴァ書房、1989年5月。ISBN 9784623019182。
  - 別府恵子、渡辺和子『アメリカ文学史 植民地文学からポストモダンまで』（新版）ミネルヴァ書房、2000年3月。ISBN 9784623031986。
- 渡辺和子、女性学教育ネットワーク『キャンパス・セクシュアル・ハラスメント 調査・分析・対策』啓文社、1997年11月。ISBN 9784772915564。
- 渡辺和子、金谷千慧子、女性学教育ネットワーク『女性学教育の挑戦 理論と実践』明石書店、2000年5月。ISBN 9784750312880。

### 監訳
- リサ・タトル『フェミニズム事典』明石書店、1991年7月。
  - リサ・タトル『フェミニズム事典』（新版）明石書店、1998年6月。ISBN 9784750310411。